# Upplands runinskrifter 1038
Upplands runinskrifter 1038 är en försvunnen vikingatida runsten som funnits i Altomta, Tensta socken och Uppsala kommun. Stenens mått är omkring 1,60 meter gånger 1,25 meter. Den enda avbildningen som finns av ristningen tyder på att den varit skadad och svårläst. Erik Brate föreslog två lösningar på den den svårlästa avslutningen på ristningen. Det ena av hans förslag innehöll en bön för den dödes själ. Det andra förslaget var att det finns en ristarsignatur, "Likbjörn högg". Likbjörn har ristat och signerat två stenar i närheten, U 1074 och U 1095, men likheterna mellan dessa och U 1038 är inte stora.

## Inskriften
Translitterering av runraden:
[hiþibiarn · lit · raisa · stain × at alah broþur sin l--kiri...rn hia]
Normalisering till runsvenska:
Heðinbiorn let ræisa stæin at Ala/Alla, broður sinn ... hia''
Översättning till nusvenska:
Hedenbjörn lät resa stenen till minne av alah, sin broder ...